# 高妻山
36°48′00″N 138°03′07″E / 36.80000°N 138.05194°E

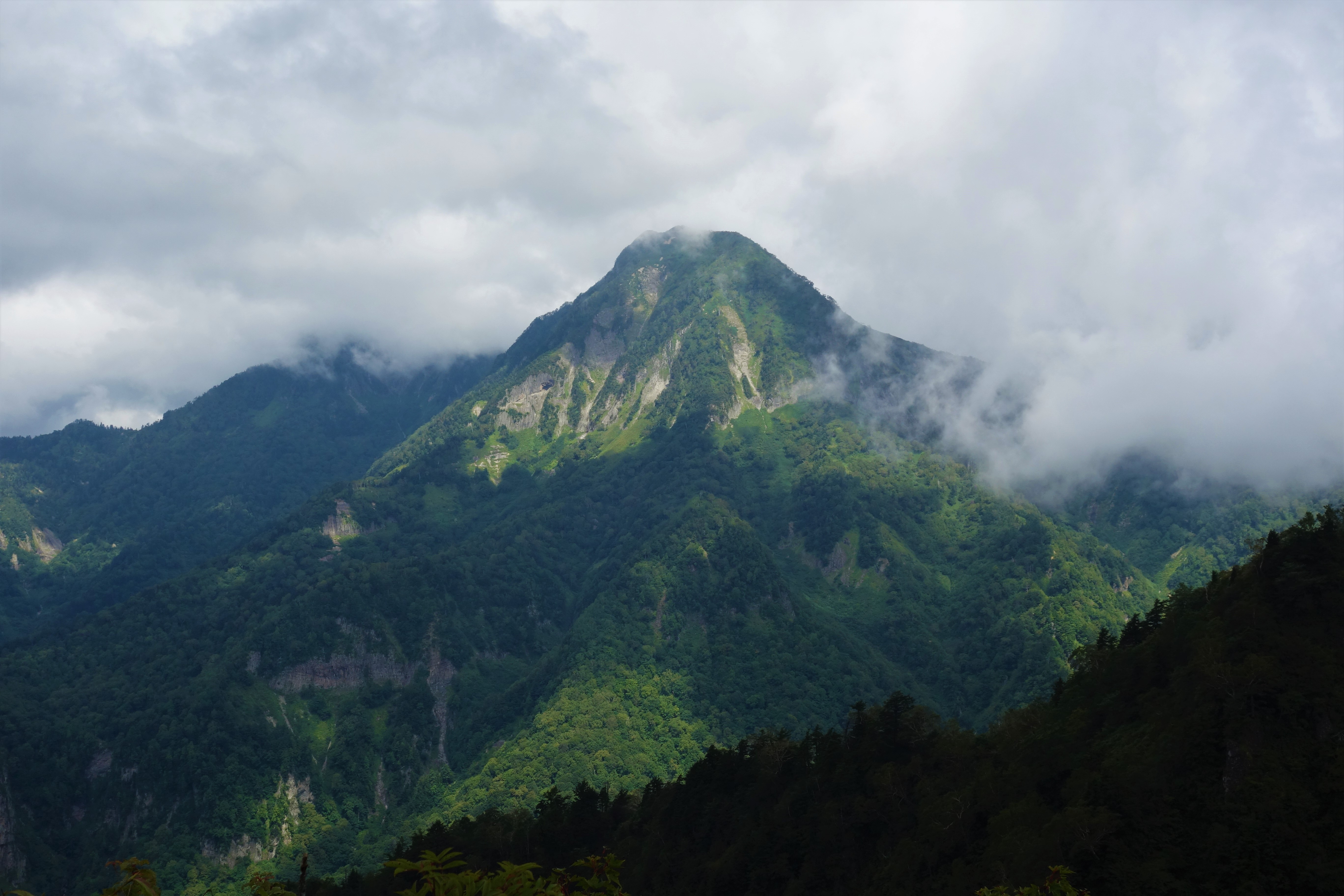
從戶隱山望向高妻山

高妻山是日本一座橫跨新潟縣妙高市和長野縣長野市的山。標高2353公尺。日本百名山之一。是戶隱連峰的最高峰戶隱裏山的一峰，別名「戶隱富士」。

## 外部連結
- 维基共享资源上的相關多媒體資源：高妻山